# IAR 80戰鬥機
罗马尼亚航空工业 IAR 80战斗机是罗马尼亚王国于第二次世界大战期间设计生产的一型低单翼，全金属结构的战斗机；其后续型号IAR 81战斗轰炸机也被改造成俯冲轰炸机。当于1939年首飞时，IAR 80战斗机的性能足以和当时世界上最先进的战斗机（如英国霍克飓风战斗机和德国Bf 109E战斗机）相媲美。然而，由于量产中所遇到的技术困难和二战爆发后外购武备的交付延迟，IAR 80战斗机直到1941年才进入现役，远远晚于计划。在整场战争中，IAR 80一直是罗马尼亚王家空军的主力战斗机——它先是参与了巴巴罗萨计划，1944年8月后罗马尼亚飞行员又驾驶着它与轴心国空中力量作战。

## 研发

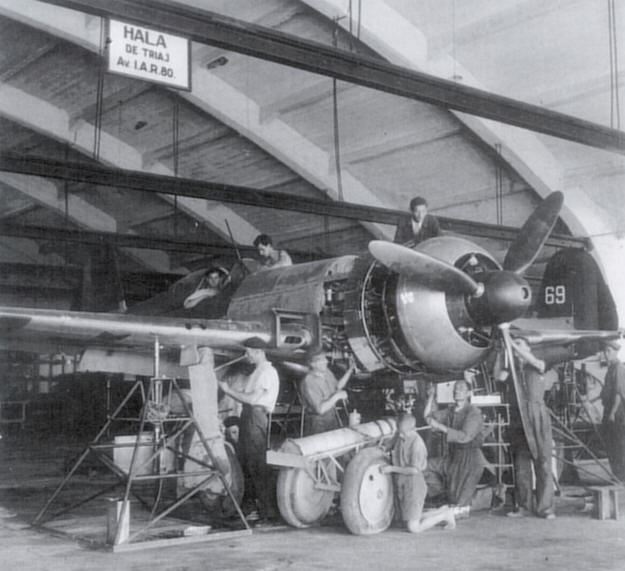
维护中的IAR 80战斗机

20世纪20年代至30年代，罗马尼亚政府为确保能在战争期间获得有保障的飞机供应，先后资助成立了三家大型飞机制造商。其中罗马尼亚航空工业（羅馬尼亞語：Industria Aeronautică Română，简称为IAR)于1925年在布拉索夫成立。
罗马尼亚军方在1930年时展开了下一代战斗机的招标，罗马尼亚航空工业提交了几个设计，但均未中标，最后赢得合同的是波兰设计生产的PZL P.11战斗机。罗马尼亚皇家空军采购了50架P.11b战斗机，这批飞机于1934年全部交付。随后罗马尼亚航空工业又提交了IAR 14战斗机参与第二轮战斗机竞标，然而这轮竞标还是由波兰的PZL P.24战斗机获得——于是罗马尼亚皇家空军又采购了50架P.24战斗机。
虽然在几轮竞标中，罗马尼亚航空工业的设计均没能进入量产，但是他们成功获得了波兰P.24战斗机和其使用的法国诺姆-罗讷14K发动机的生产许可。通过许可生产这些外国设计和发动机，罗马尼亚航空工业在几年间积攒了足够的资金，成立了一家新的设计工作室。其中由设计师伊翁·格洛苏带头的设计小组提交了包括IAR 24战斗机在内的一系列设计，他始终认为低单翼是比波兰PZL系列战斗机通常使用的海鸥翼（当时也被叫做波兰翼）更优秀的设计。这个设计小组花了几年将波兰战机中优秀的要素融合进他们自己的设计，而这一系列设计最终催生出了优秀的IAR 80战斗机。

## 设计
IAR 80是一架拥有传统控制面设计的低单翼战斗机。其带有支撑杆的机尾是从更早的波兰PZL P.24战斗机上复制而来，机身设计同样深受P.24影响，但是从发动机到驾驶舱的部分是新的。机身的横截面在机头为圆形，驾驶舱后转为蛋形，在机背有一道背脊从驾驶舱延伸至机尾。机翼设计来自IAR 24战斗机，总体上比较窄，安装得较低，尖端呈圆形，后缘略微向前倾斜。面积较小的襟翼从机身延伸到跨度约1/3的地方，副翼在此开始并延伸到圆形翼尖。驾驶舱盖是向后滑动的气泡式舱盖，提供了出色的能见度，但由于驾驶舱的位置偏后，驾驶员的前方下视视野不佳。IAR 80战斗机使用了传统的后三点式起落架：主翼上的主起落架向内缩回，尾起落架是不可伸缩的滑橇。
驾驶舱的内部设备，仪表和瞄具均从国外进口。由于二战爆发后对罗马尼亚对战斗机的需求极为迫切，量产型IAR 80上拼凑了大量不同来源的零件。
一名纳粹德国空军少校在1941年3月试飞完IAR 80战斗机之后如此评价道：
“起飞和降落都很好。它比Bf 109E慢20–30千米/小时，但爬升到5,000米的用时是一样的。在狗斗回转中，它和Bf 109E也是旗鼓相当，尽管长鼻子会降低能见度。在俯冲中，IAR 80不如Bf 109E，因为它缺少自动桨距调节器。这是一款足以满足现代需求的战斗机。”

## 生产亚型

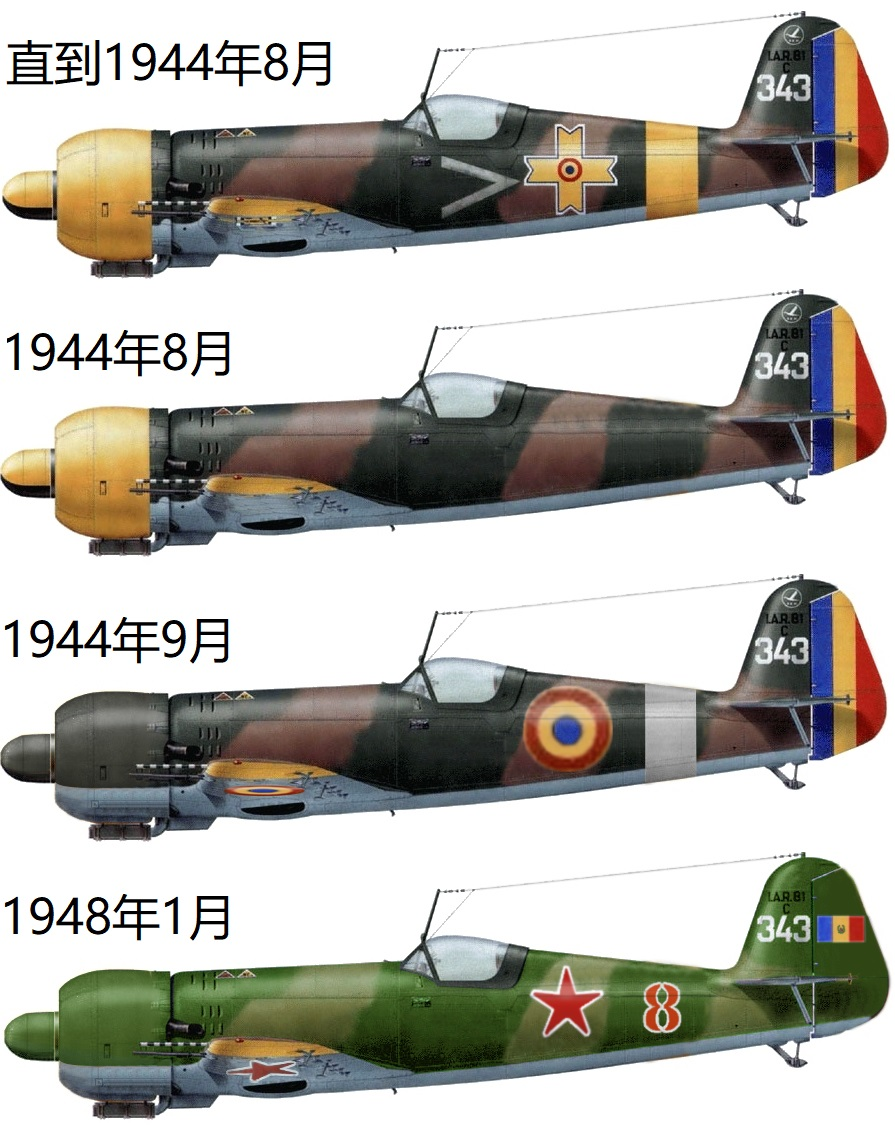
不同时期的IAR 80战斗机侧视图

### 原型机
IAR 80原型机的工作始于1937年末，最初使用开放式的驾驶舱和870马力的IAR K14-III C32发动机（法国诺姆-罗讷14K II Mistral Major的许可生产版本）。原型机完成得很慢，于1939年4月首飞。原型机的试飞令人印象深刻：飞机可以在4000米达到510千米/小时的最大速度，最大升限是11000米，并且能够在6分钟内爬升到5,000米。这样的性能，虽然还比不上喷火战斗机或者Bf 109战斗机，在当时仍然算得上十分优秀。与设计时参考的PZL P.24E战斗机相比，IAR 80战斗机的重量增加了近450公斤，但在使用同一引擎的情况下，速度却提高了80千米/小时。试飞中，飞行员也报告IAR 80机动性十分良好，富有飞行乐趣。

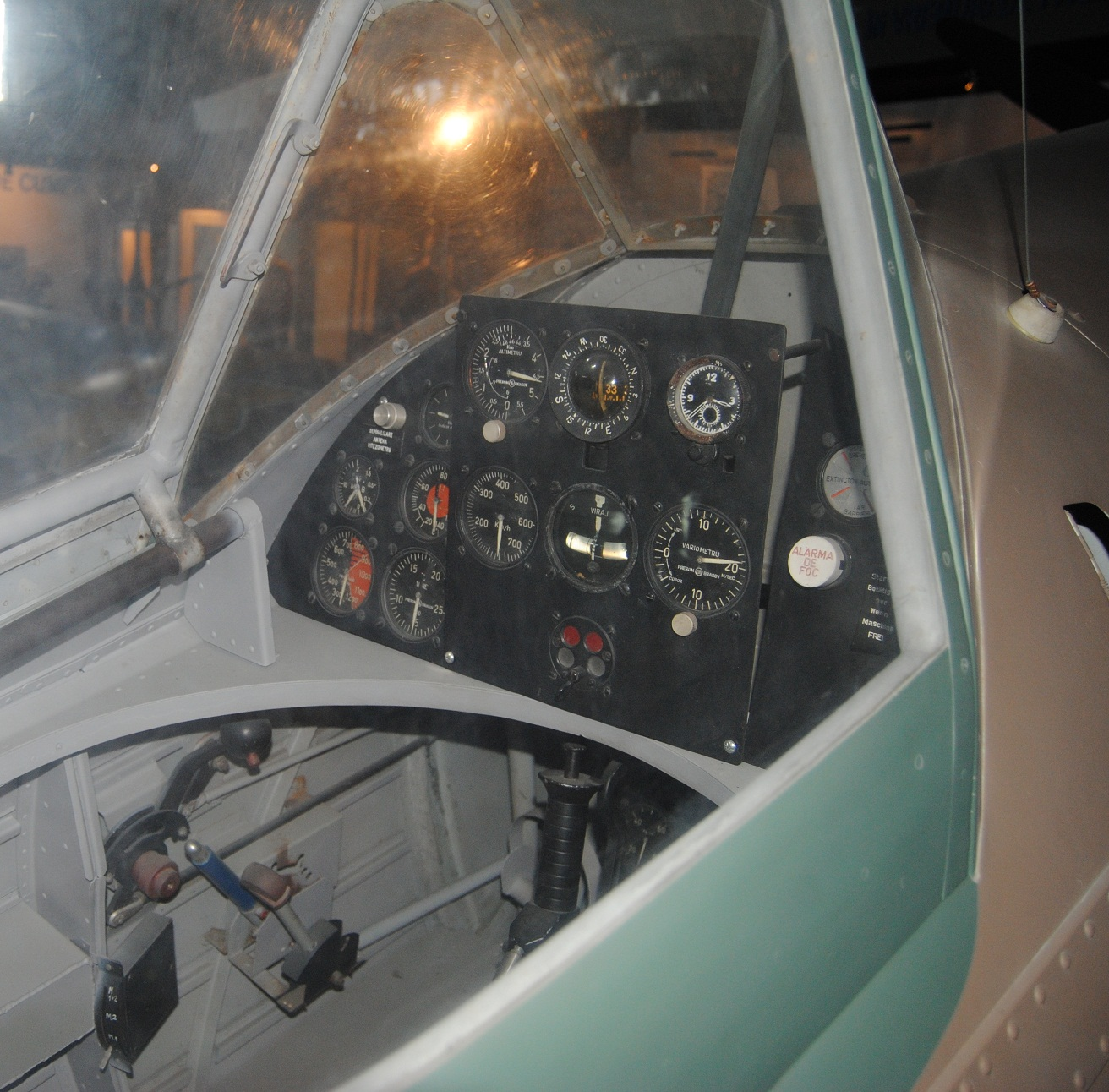
IAR 80战斗机的驾驶舱（设备不完整）

IAR 80在原型阶段出现了一些小问题，并在第二年得到解决。为了提高发动机功率，设计进行了更新，以安装新的930马力IAR K14-III C36发动机。但是，新引擎比原本的C32版本稍重，因此需要拉长后机身才能将重心拉回到正确的位置。机身上的额外空间使燃油箱的容积增加了455升。机翼扩大了，机尾也进行了改进，消除了几个支撑杆。
驾驶舱的位置非常后，这种极端设计的副作用是起飞降落滑行时飞行员的前向能见度比其他大多数后三点起落架飞机都差。为了解决这个问题，设计师将驾驶员座位稍微抬高，并增加了一个气泡式舱盖。
更新后的原型机与德国He 112战斗机进行了竞争性测试，后者是潜在的外购大订单。He 112战斗机设计更加现代，而且火力更好，配备了两门20毫米机炮和两挺机枪。罗马尼亚皇家空军最终1939年12月订购了100架IAR 80，和仅仅30架He 112。二者性能相当接近，He 112速度稍快，IAR 80的最大升限更高，最终选择可能与IAR 80是国产飞机有关。之后布加勒斯特政府在1940年8月补充订购了100架IAR 80；1941年9月5日和1942年4月11日分别订购了50架；1942年5月28日增购100架；当IAR 81C研发完成后，罗马尼亚空军于1943年2月订购了35架IAR 81C，最后在1944年1月又订购了15架。

### IAR 80
订单下达后，虽然IAR 80缺乏合适的武器，罗马尼亚航空工业还是立即开始了量产工作。IAR 80的原型机使用的是两挺比利时埃斯塔勒国营工厂的FN 7.92毫米机枪（勃朗宁M1919机枪的许可改造版本），这样贫弱的武装不足以毁伤同时期的新锐飞机。为了增加火力，罗马尼亚航空工业预计将在量产型上安装六挺机枪，但1940年德国对比利时的入侵中断了埃斯塔勒国营工厂的供应。由于没有合适的替代武器，IAR 80的生产停止了。只有在罗马尼亚于1940年11月加入轴心国之后，德国人才恢复了枪支的交付。因此，第一批IAR 80的量产型直到1941年1月才下线。  武器供应仍然不足，所以服役的量产型仅携带四门机枪。
最开始战斗机受到罗马尼亚飞行员的欢迎，但他们很快发现IAR 80动力不足且缺乏火力。为了解决这个问题，第21到第50架量产型飞机改装了960马力的K14-IV C32发动机，但是火力问题一时无法改善。

#### IAR 80A
到1941年4月时，罗马尼亚政府已经完全倒向德国人，于是德国人运来了更多的FN 7.92毫米机枪以供罗马尼亚空军使用。新的IAR 80A次型终于安装了最初预想的六门机枪，同时还增加了防弹挡风玻璃，座椅靠背装甲和新的瞄具。最大的改装是换装了新的1025马力的K14-1000A发动机。在使用中，设计师发现额外的动力超过了机身所能承受的强度，所以在机身设计得以修改前，第一批次的前95架IAR 80A在驾驶舱后方用一条硬铝带进行了临时加固。
尽管IAR 80A具有更强大的发动机，但由于新安装的武器，弹药和装甲板的所带来的额外重量，最高时速略微降低至509千米/小时。尽管如此，新机型显然是一种进步，从装配线上的第51号机身开始，A次型取代了之前的早期机型。其中八架于1941年6月22日巴巴罗萨计划开始之前完成。
FN 7.92毫米机枪仍然供不应求，因此在整个1941年底和1942年初，罗马尼亚空军从老式波兰战斗机和炮兵观测飞机上回收了枪支，以供IAR 80A使用。

#### IAR 80B
与苏联战机的战斗证明6门FN 7.92毫米机枪依然不能提供足够的毁伤。为了再次提高火力，新的IAR 80B次型将罗马尼亚生产的SM.79JR轰炸机上拆下的FN 13.2毫米机枪（勃朗宁M2重机枪的许可改造版本）安装在加长了的机翼中。除此之外，IAR 80B还安装了新的无线电。
罗马尼亚航空工业总共完成了50架IAR 80B，其中20架使用了原本为IAR 81A准备的机体零件。因此，这最后20架能够在每个机翼下各携带一枚50千克炸弹或一个100升副油箱。整个批次在1942年6月至9月之间交付。

#### IAR 80C
拆除中心线炸弹挂架的IAR 81B，见IAR 81B章节。

### IAR 81
1941年苏德战争爆发时，罗马尼亚皇家空军正在换代其轻型轰炸机和俯冲轰炸机机队。罗马尼亚空军选择了IAR 37轰炸机（以及后来的38和39型）作为新一代轻型轰炸机；而俯冲轰炸机的换代选择上，罗马尼亚计划向德国人购买Ju 87俯冲轰炸机。战争爆发后，满负荷的德国工厂无法按时交付Ju 87，所以罗马尼亚皇家空军被迫寻找其他设计。最后，他们认为将现有的IAR 80战斗机改装为俯冲轰炸机是一个合理的选择——比设计一架全新的飞机容易，而且可以使用已有的流水线。这一改装结果被命名为IAR 81战斗轰炸机。
IAR 81战斗轰炸机在当时生产的IAR 80A型号上进行了微小改动，在机身中心线下方增加了一个铰接炸弹支架，以便在投弹时将250千克炸弹甩开，避免炸弹撞到螺旋桨（许多俯冲轰炸机使用了类似系统）。 投弹时，飞机需要从大约3,000米高度浅俯冲至1,000米，保持速度约为470千米每小时。然而飞行员不喜欢该亚型，因为炸弹支架的阻力严重恶化了飞行性能。
罗马尼亚皇家空军在1941年中期订购了50架IAR 81战斗轰炸机。从第40架开始，每个机翼下增加了50千克炸弹架。机翼挂架还可以安装100升副油箱，使IAR 81可以被用作远程战斗机。

#### IAR 81A
随着战斗机型号的生产从A次型转换为B次型，罗马尼亚航空工业以相同的方式对IAR 81型号进行了升级，从而形成了IAR 81A。IAR 80B和IAR 81A可以同一条装配流水线上进行生产，它们之间的唯一区别是IAR 81具有中心线炸弹挂架。第一批次的IAR 81A订单被取消了，原来预备的机身被装配为IAR 80B交付给战斗机部队。一年后因为订购的Ju 87俯冲轰炸机还是没有交付，罗马尼亚皇家空军在1943年5月订购了第二批IAR 81A来弥补战场上的损失。然而命运再次开了玩笑，德国工厂在第二批次IAR 81A战斗轰炸机完成前，终于运来了Ju 87轰炸机，所以像第一批次一样，第二批次的10架飞机也是作为战斗机交付的。

#### IAR 81B
从轰炸机上拆下来的FN 13.2毫米机枪显然不是稳定的武器来源，罗马尼亚空军决定转而向德国购买20毫米MG FF机炮作为新的火力升级选项。为了安装新的机炮，IAR 81B次型拥有重新设计的机翼。罗马尼亚皇家空军订购了60架IAR 81B作为俯冲轰炸机，但这一批次最后还是被拆除中心线炸弹挂架当作战斗机使用，在服役时被称作IAR 80C。除了前十架外，IAR 81B另外增加了自密封式油箱以及改进的座椅靠背装甲。首批10架于1942年12月交付，整个订单于1943年4月完成。

#### IAR 81C
IAR 80在战时的最后发展是IAR 81C。这个版本再次加强了火力，安装了刚刚准许罗马尼亚使用的德制MG 151机炮。罗马尼亚皇家空军于1942年5月订购了100架IAR 81C，但是在交付后，这一批次和之前所有IAR 81系列轰炸机一样，中线炸弹挂架被拆除，被当作战斗机使用。罗马尼亚皇家空军后来又分两次增购了一共50架IAR 81C。这些飞机主要是为了弥补早期型号的损失，因此时罗马尼亚航空工业已经能许可生产更先进的Bf 109G-6。 

### IAR 80M
1944年时，罗马尼亚皇家空军为了统一后勤，在一部分残留的早期A/B型号的IAR 80和IAR 81上安装了MG 151机炮。改装后的飞机在火力上与IAR 81C一致，但具体改装数量未知。

### IAR 80DC
战后改装的教练机版本。1949年后，IAR 80不再作为战斗机使用，一部分机时最少的机体拆除了机体油箱并增加了第二个座位用于训练飞行员。1952年后被苏制教练机取代。

## 进一步发展
战争期间，IAR 80战斗机饱受动力不足困扰。然而，在后期型IAR 80上安装的1025马力的K14-1000A发动机已经榨干了20年代设计的法国诺姆-罗讷14K引擎的设计潜力，无法进一步升级。于是在整场战争期间，罗马尼亚航空工业一直在寻求为IAR 80更换动力更强劲的德制发动机。
罗马尼亚航空工业的首选是Fw 190戰鬥機上使用的BMW 801发动机。BMW 801比K14发动机稍重，尺寸相当，但是能提供600马力的额外动力。罗马尼亚工程师预计安装上BMW 801发动机的IAR 80战斗机可以达到600千米/小时的最大时速。然而，满负荷的德国航空业无法向罗马尼亚提供额外的发动机。不仅如此，资源极度紧张的德国人甚至缺乏能够帮助罗马尼亚航空工业建立BMW 801引擎生产线的配件，所以罗马尼亚航空工业最终也没能获取BMW 801发动机的许可生产。

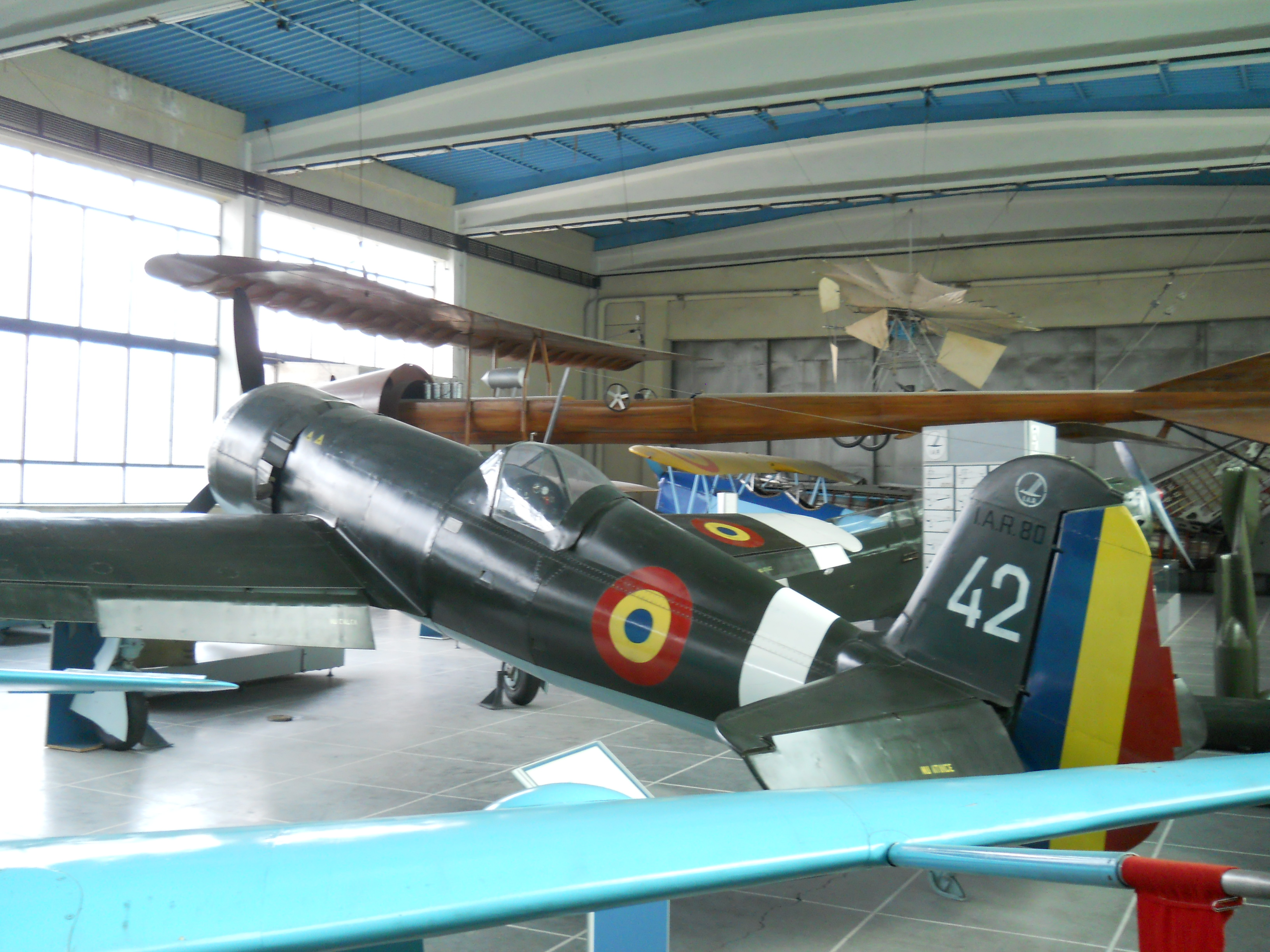
IAR 80战斗机的现代复制品

第二个选择是常安装在轰炸机上的Jumo 211发动机。罗马尼亚航空工业因为之前生产SM.79JR轰炸机而拥有Jumo 211发动机的生产许可。1942年，在测试中，一架IAR 80上被加装了1200马力的Jumo 211Da发动机和拆自SM.79轰炸机的散热器。然而，测试的结果很不理想，发动机的振动太过严重，测试机之后再没试飞过。
二战结束后，罗马尼亚航空工业在布拉索夫的整个工厂，作为战争赔款的一部分，被苏军迁走，IAR 80的更换动力计划也因此不了而了。

## 服役历史

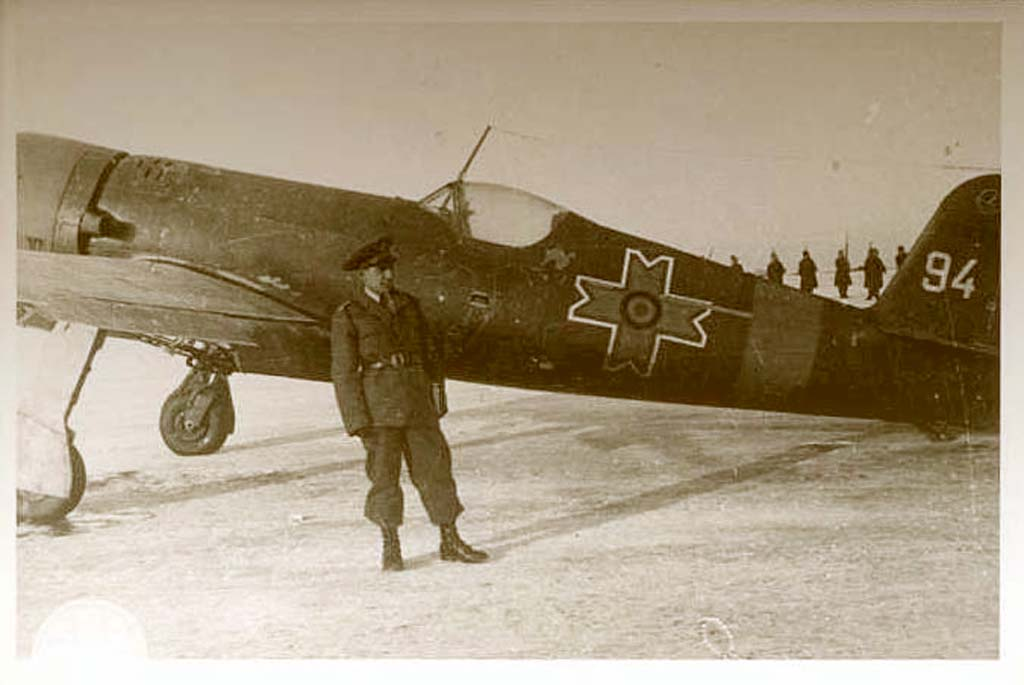
一名罗马尼亚IAR 80战斗机飞行员站在他的座机前

当巴巴罗萨计划开始时，新服役的IAR 80战斗机配属在罗马尼亚第8歼击机联队（羅馬尼亞語：Grupul 8 Vânătoare）下，参与支援了罗马尼亚第3和第4集团军在东线战场南翼的作战。

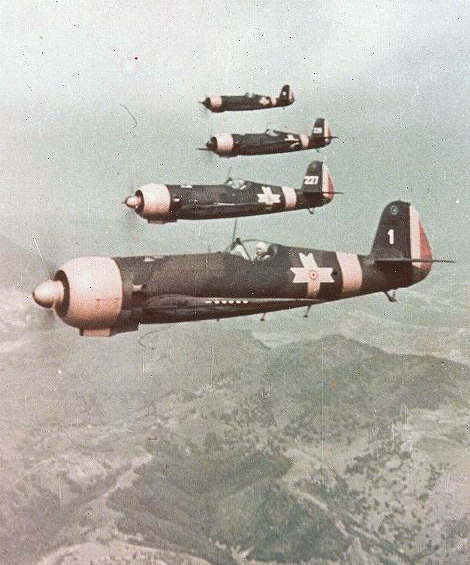
IAR 80，二战中罗马尼亚的主力战斗机

IAR 80在罗马尼亚空军中是纯粹的战斗机，而此时装备在罗马尼亚空军的德制战斗机（Bf 109战斗机和He 112战斗机）主要被用作战斗轰炸机和给轰炸机护航。
1941年6月22日，在进攻的第一天，IAR 80机队经受了火的洗礼，在四次空战中获得了一次击落。但是，当天至少有4架IAR 80因伤迫降，另有2架发生了发动机故障。到1941年底，罗马尼亚皇家空军在战斗或事故中一共损失了20架IAR 80/81。在1942年，IAR 80/81产量达到了高峰，武装了不少新联队，并取代了罗马尼亚空军中服役的霍克飓风战斗机。
在1942年9月12日，斯大林格勒战役期间，第8歼击机联队的IAR 80B（连同第7歼击机联队的Bf 109）声称击落了7架雅克战斗机，但损失了2架IAR 80B。第8歼击机联队于9月底换装了Bf 109，并入第7歼击机联队。1942年12月12日至13日，罗马尼亚第6联队用IAR 81支援了德军顿河集团军群对斯大林格勒的反击。1943年夏天，罗马尼亚皇家空军的所有IAR-80被转移到罗马尼亚本土执行防空任务，对付美国陆军航空队针对普洛耶什蒂（Ploiești）附近的炼油厂的空袭。 1943年8月1日，在潮汐行动中，IAR 80首次面对B-24解放者轰炸机。当时美国第9联队一共起飞了178架B-24的庞大编队用于轰炸炼油厂，然而在行动中蒙受了严重损失——53架B-24被击落，55架受损，而罗马尼亚空军只损失了一架IAR 80B和一架Bf 110C。 根据罗马尼亚的统计，罗马尼亚空军IAR 80和Bf 109/110确认击落了10架B-24，另外有两个可能击落。

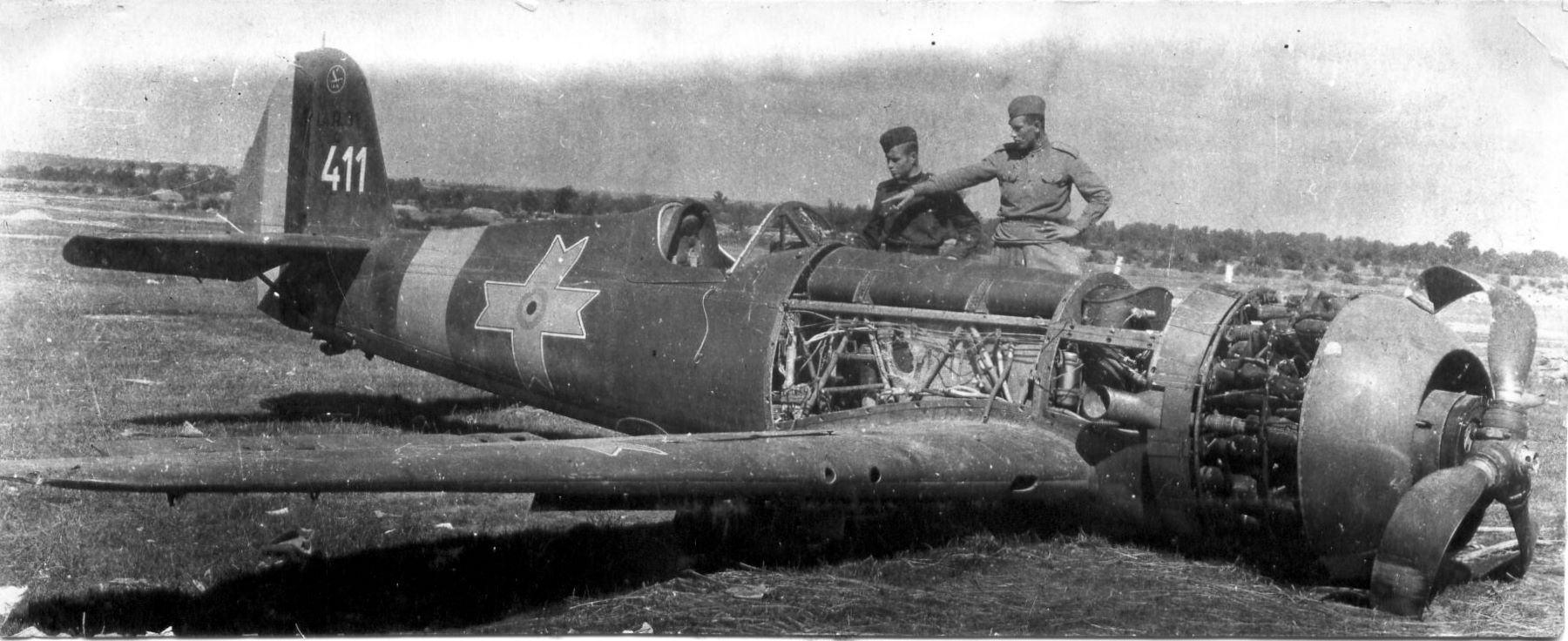
苏军士兵检查被抛弃的IAR 80战斗机

1944年6月10日，IAR 80战斗机参加了一次大型空战，当时美国陆航以38架挂载炸弹的P-38閃電式戰鬥機空袭普洛耶什蒂炼油厂，另有39架不挂弹的P-38护航。来自罗马尼亚第6联队的IAR 81C以及来自I./JG 53和II./JG 77的德国战机拦截了美国编队。罗马尼亚第6联队的指挥官丹·维赞蒂（Dan Vizanty）后来回忆说：
”我们的突袭完全出乎美国人的意料之外。我们的攻击是如此之快，以至于100架（原文如此）美国飞机中没有一架能够对我们还停在地上的飞机开火。一切都发生在地面和大约2,000米的高度之间，并且完全混乱。我为我们的“磨坊”——IAR 80战斗机感到兴奋和自豪，由于其非凡的敏捷性，它们最终取得了空战的胜利。我看到我们的战机疯狂的俯冲，快速翻滚，向后转弯和倒转的飞行，总是伴随着短点射来节省弹药。对于我们，这景象令人难以置信，而对于P-38飞行员来说，这却是一场戏剧，他们的座机在如此低的高度上比不上无处不在的，敏捷的IAR 80。“
当天， 美国陆军飞行队损失了22架或23架P-38。罗马尼亚人声称击落了24架，而自身损失了3架IAR 81C。美国方面声称击落了11架战斗机。

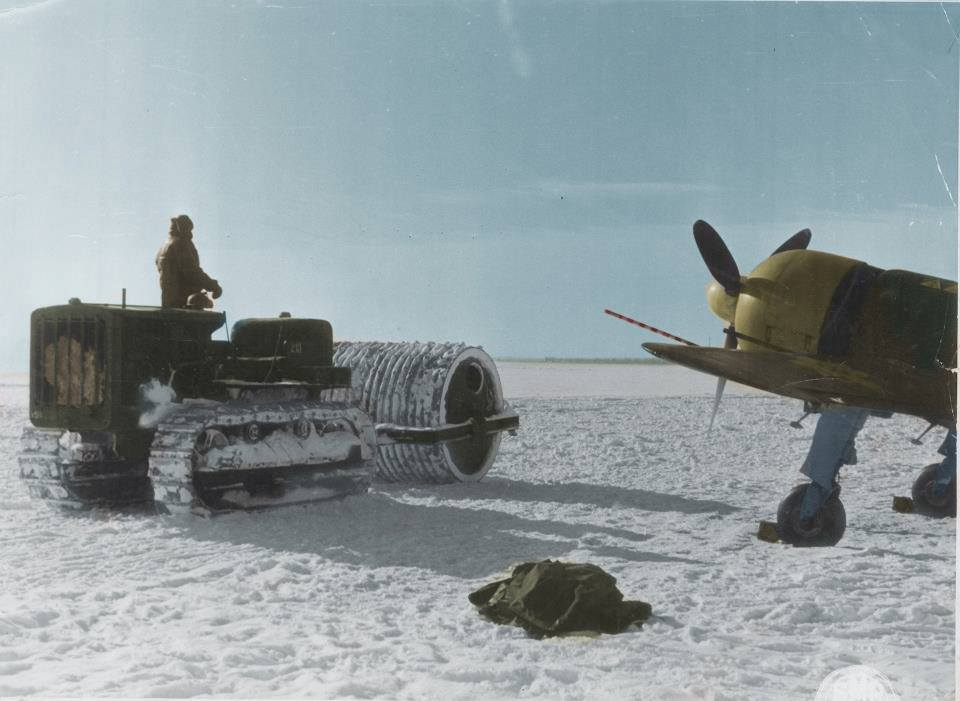
东线战场上的IAR 80战斗机

美国飞行员对这场战斗的叙述与之前罗马尼亚指挥官回忆的很不一样。参加混战的战斗机飞行员赫伯特·哈奇写道，他的16架P-38飞机（第71战斗机中队）遭到大批罗马尼亚IAR 81C战斗机（他误认为是德国Fw 190战斗机）的袭击。他的回忆中，战斗发生在一个狭窄的山谷中，高度在300米以下。哈奇看到两架IAR 81C被他击中后坠落地面，而他的飞行员同僚们又确认了三个额外击杀，这使得哈奇在一天之内成为了王牌。但是，数量上居于劣势的第71战斗机中队在当天损失了9架飞机，而美国人再也没有在罗马尼亚上空重复过P-38俯冲轰炸任务。 。整个1944年夏天，美国陆航一直在派遣大机群突袭罗马尼亚的关键设施。到1944年7月3日与美国陆航的最后一次交战时，罗马尼亚第6联队的飞行员们已经提交了87份已确认和10份未确认的击落。与此同时，罗马尼亚战斗机飞行员的伤亡人数也在迅速攀升。在不到四个月的时间里，在这场罗马尼亚方面称为“美国战役”的空中战役中，罗马尼亚三个装备有IAR 80/81的联队（第1，第2和第6联队）里，至少有32名飞行员在行动中丧生，其中包括11个王牌。这些损失甚至超过了之前两年半间与苏军作战时的伤亡人数总和。由于损失惨重，1944年7月，所有IAR 80/81部队都从与美国人的战斗中撤出，而原来执飞IAR 80/81的飞行员开始改飞更现代的Bf 109G-6。

## 使用国家
羅馬尼亞
- 罗马尼亚皇家空军
- 罗马尼亚空军 –战后

## 主要性能参数（IAR 81C)

IAR-80战斗机的三视图

参考资料：
基本信息
- 机组：1
- 長度：8.97米（29英尺5英寸）
- 翼展：11米（36英尺1英寸）
- 高度：3.600米（11英尺10英寸）
- 机翼面积：17平方（180平方英尺）
- 空重：2,200（4,850英磅）
- 最大起飛重量：3,030（6,680英磅）
- 燃料容量：230千克
- 发动机：1台IAR K14-IV C32 1000A14缸空冷星型引擎，764千瓦特（1,025匹馬力）
- 螺旋桨：3桨叶

性能
- 最大速度：510每小時（317英里每小時；275節）；524 千米每小时，IAR 80第2号原型机，1940年12月16日
- 航程：730（454英里；394海里）
- 转场航程：1,330（826英里；718海里）使用外挂副油箱
- 升限：10,000（33,000英尺）
- 爬升至高度时间：4'41" – 7'00" to 5000米（因具体型号而异）
- 翼载：132.35每平方（27.11英磅每平方英尺）

武器

- 機槍：2 × MG 151机炮， 4 × FN 7.92毫米机枪
- 炸彈：1枚250千克炸弹（中心线挂架），2枚50千克炸弹（机翼挂架）